# Suzuki Swift IV
Pour un article plus général, voir Suzuki Swift.
La Suzuki Swift IV est une citadine polyvalente du constructeur automobile japonais Suzuki. Elle est la quatrième génération de Swift, produite à partir de 2023.

## Présentation

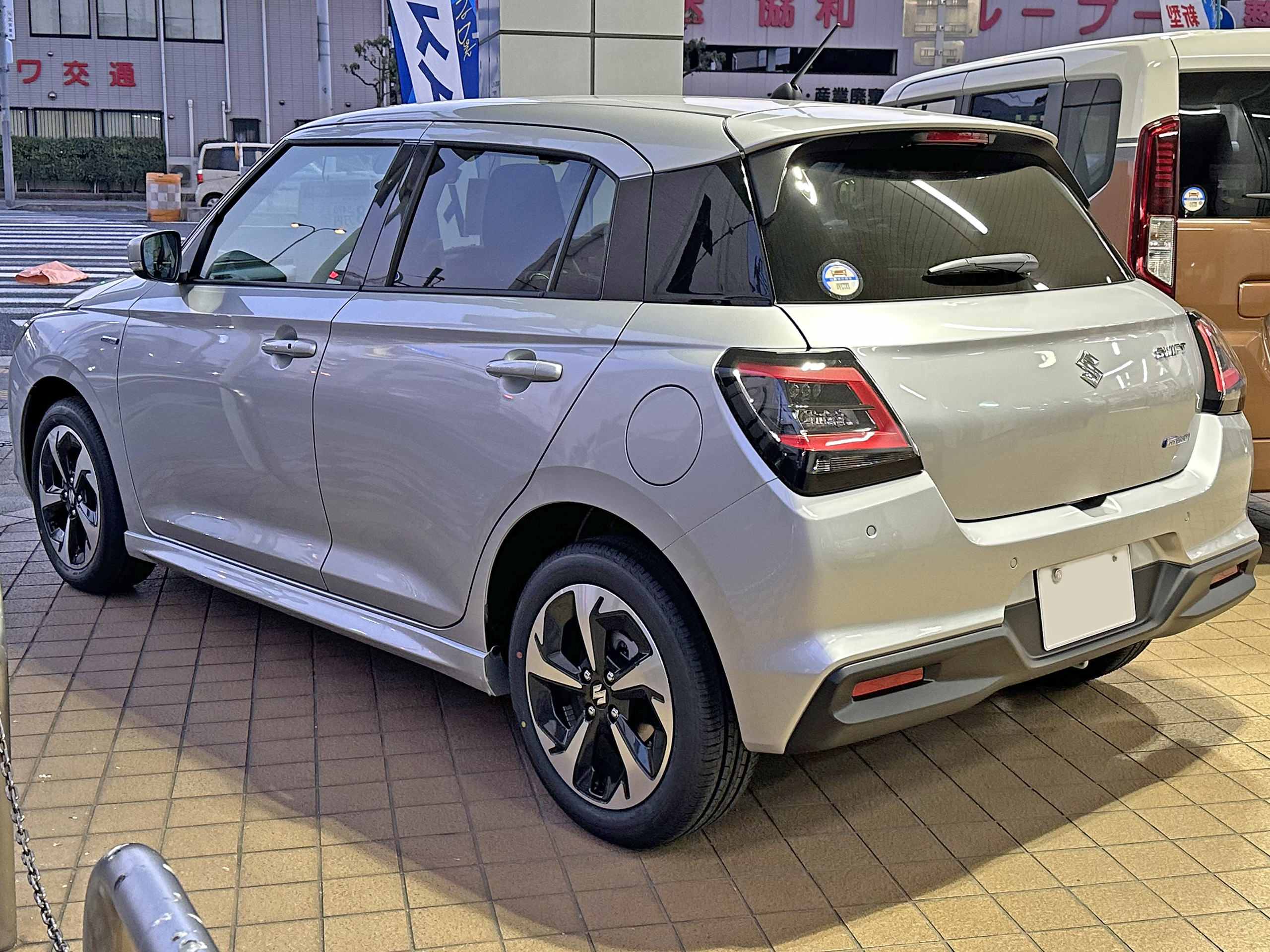
Suzuki Swift IV

Après sa présentation sous la forme d'un show car Swift Concept quasiment identique au modèle de série en octobre 2023, la production démarre en décembre de la même année. Le modèle est lancé au Japon le même mois.
Elle est commercialisée en France en mars 2024.

## Caractéristiques techniques
Le design du véhicule est marqué par un travail important sur l'aérodynamique : Suzuki revendique une amélioration de 4,6% du coefficient de traînée par rapport à la génération précédente.
Elle reste disponible en 2 ou 4 roues motrices.

## Finitions
Finitions disponibles au lancement du véhicule en France :
- Avantage
- Privilège
- Pack

## Concept car

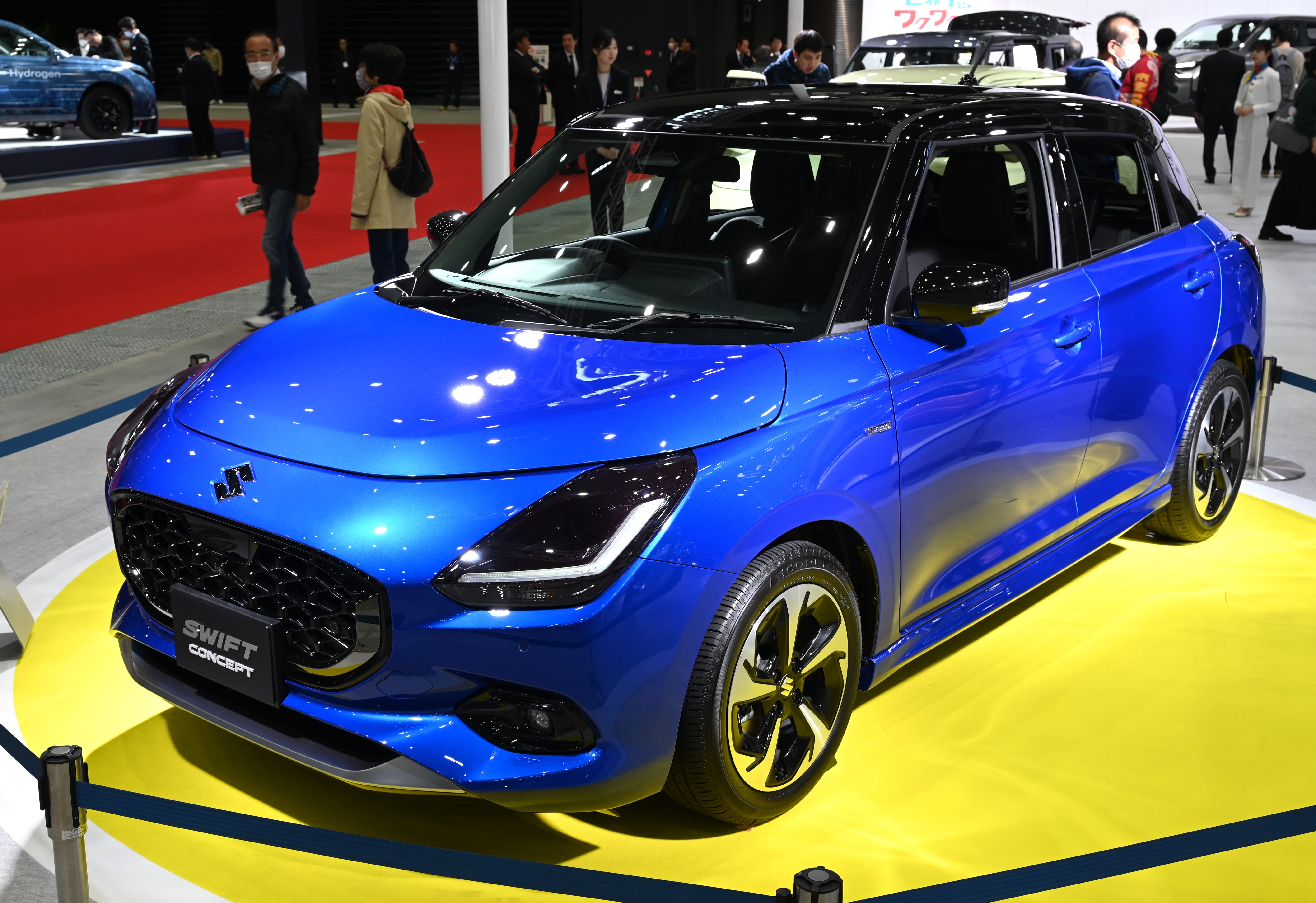
Suzuki Swift Concept

La 4e génération de Suzuki Swift est préfigurée par le concept car Suzuki Swift Concept présenté au Japan Mobility Show en octobre 2023.